# Fritz Schroeter
Fritz Karl Ernst Schroeter (* 30. Oktober 1882 in Weimar; † 22. Mai 1958 in Berlin (West)) war ein deutscher Schauspieler beim Theater und Film.

## Leben und Wirken
Der Sohn des Oboisten Carl Schroeter und dessen Gattin Emilie, geb. Kusserow, erhielt seine künstlerische Ausbildung zu Beginn des 20. Jahrhunderts und trat im Jahre 1904 sein erstes Festengagement an Berlins Haller-Ensemble an. In der kommenden Spielzeit 1905/06 führte Schroeter eine Verpflichtung nach Bautzen. 1906 ging er für drei Jahre ans Theater nach Erfurt. Es folgte ab 1909 jeweils eine einjährige Spielzeit in Posen, in Cottbus und in Osnabrück. 1912 fand sich Fritz Schroeter in Elberfeld ein und blieb die gesamte Kriegszeit Ensemblemitglied des dortigen Stadttheaters, wo er im Rollenfach des jugendlichen Helden und Liebhabers reüssierte. 
Mit dem Schlüsselpart des Giacomo Spinetti in der zweiteiligen Romanverfilmung Der Eid des Stephan Huller gab Schroeter einen vielbeachteten Einstand auf der Leinwand. In der Folgezeit wurde Schroeter mehrfach von Harry Piel besetzt und spielte tragende Rollen in Inszenierungen anderer Regisseure wie Franz Hofer, Emmerich Hanus, Leo Lasko, Carl Heinz Wolff und Wilhelm Thiele. Dabei verkörperte Schroeter so unterschiedliche Charaktere wie einen Grafen (Am Amboß des Glücks), einen Zirkusdirektor (Die Geheimnisse des Zirkus Barré), einen Bahnwärter (Der Gefangene), einen Geldverleiher (Das war in Heidelberg in blauer Sommernacht) und einen Ganoven (Freiheit in Fesseln). Zuletzt wurden seine Rollen immer kleiner, 1936/37 nur noch von Chargenformat, und er verdiente sich im frühen Tonfilm ein karges Zubrot als Regieassistent. Anschließend hinterließ der auch nach 1945 weiterhin in Berlin ansässige Schroeter kaum mehr berufliche Spuren.
Fritz Schroeter war ab 1935 mit seiner Kollegin Hansi Dege verheiratet. Er starb 1958 in Berlin-Wilmersdorf.

## Filmografie
- 1912: Der Eid des Stephan Huller
- 1915: Der schwarze Husar
- 1916: Der schwarze Pierrot
- 1916: Am Amboß des Glücks
- 1919: Das Erbe vom Lilienhof
- 1920: Die Geheimnisse des Zirkus Barré
- 1920: Das fliegende Auto
- 1920: Der Gefangene
- 1920: Das Gefängnis auf dem Meeresgrunde
- 1921: Der Totenvogel
- 1921: Das begrabene Ich
- 1921: Zwischen Flammen und Fluten (auch Aufnahmeleitung)
- 1922: Zwischen Nacht und Sünde
- 1922: Carl Michael Ziehrer, der letzte Walzerkönig
- 1923: Schwarze Erde
- 1925: Der Schrei nach Glück
- 1926: Das war in Heidelberg in blauer Sommernacht
- 1929: Freiheit in Fesseln
- 1929: Jugendsünden
- 1931: Täter gesucht
- 1936: Ein Lied klagt an
- 1936: Hilde und die 4 PS
- 1936: Susanne im Bade
- 1936: Die Nacht mit dem Kaiser
- 1937: Hahn im Korb
- 1937: Die gelbe Flagge
- 1937: Der Tiger von Eschnapur
- 1937: Das große Abenteuer